# Wu Nansheng
Wu Nansheng (12 de agosto de 1922 - 10 de abril de 2018) foi um revolucionário comunista  e político reformista chinês. Um forte defensor da reforma e abertura política após o fim da Revolução Cultural, ele propôs o estabelecimento de zonas de livre comércio em sua província natal de Guangdong.
Foi primeiro secretário do partido e prefeito de Shenzhen, considerada até então uma das maiores cidades da China. Foi também presidente do Comitê Provincial de Guangdong da Conferência Consultiva Política do Povo Chinês (CPPCC) de 1985 a 1993.